# Старое Самылово
Старое Самылово — деревня в Солигаличском муниципальном округе Костромской области. Входит в состав Лосевского сельского поселения

## География
Находится в северо-западной части Костромской области на расстоянии приблизительно 17 км на юг-юго-восток по прямой от города Солигалич, административного центра района.

## История
Деревня была отмечена еще на карте 1840 года. В 1872 году здесь было отмечено 15 дворов, в 1907 году—22.

## Население
Постоянное население составляло 90 человек, 78 (1897), 105 (1907), 36 в 2002 году (русские 100 %), 18 в 2022.